# Кайгепере
Ка́йгепере (эст. Kaigepere) — деревня в волости Рапла уезда Рапламаа, Эстония.
До административной реформы местных самоуправлений Эстонии 2017 года входила в состав волости Райккюла.

## География и описание
Расположена в 49 км к югу от Таллина и в 8 км к югу от уездного центра — города Рапла. Высота над уровнем моря — 67 метров.
Официальный язык — эстонский. Почтовый индекс — 78412.

## Население
По данным переписи населения 2011 года, в деревне проживали 37 человек, 36 из них (97,3 %) — эстонцы.
По данным переписи населения 2021 года, число жителей деревни составило 42 человека, из них 41 (97,6 %) — эстонцы.
Численность населения деревни Кайгепере по данным переписей населения:
| Год  | 1959 | 1970  | 1979 | 1989 | 2000 | 2011 | 2021 |
| ---- | ---- | ----- | ---- | ---- | ---- | ---- | ---- |
| Чел. | 93   | ↗ 112 | ↘ 99 | ↘ 88 | ↘ 60 | ↘ 37 | ↗ 42 |

## История
Кайгепере — старинная деревня. В 1492 году упоминается Kaufeer, Kawfer, в 1506 году — Kowenfer, в 1586 году — Kayfer, в 1725 году — Kaikfer, в 1798 году Kaigefer (скотоводческая мыза). Происхождение топонима неясно, возможно, он произошёл от личного имени.
В советское время деревня входила в состав колхоза «Райккюла».